# The Humans (opera teatrale)
The Humans è un'opera teatrale del drammaturgo statunitense di Stephen Karam, debuttata nell'Off Broadway nel 2015. È stata candidata al Premio Pulitzer per la drammaturgia e ha vinto il Tony Award alla migliore opera teatrale nel 2016.

## Trama
È il giorno del ringraziamento e la famiglia Blake si riunisce in casa di Brigid e del fidanzato Richard a Chinatown. Erik e Deirdre, i genitori di Brigid, vengono dalla Pennsylvania e con loro c'è anche Aimee, l'altra figlia, che ora fa l'avvocato a Filadelfia. A completare la famiglia ci pensa Momo, l'anziana madre di Erik con l'Alzheimer. Il pasto di famiglia è guastato dal fatto che Erik e Deirdre si sentano traditi dal fatto che le figlie abbiano lasciato casa e si siano allontanate dalla religione.

## Adattamento cinematografico
Nel 2021 Stephen Karam ha sceneggiato e diretto l'omonimo adattamento cinematografico del proprio dramma, interpretato da Beanie Feldstein (Brigid), Jayne Houdyshell (Deirdre Blake), Richard Jenkins (Erik Blake), Amy Schumer (Aimee), Steven Yeun (Richard) e June Squibb (Momo).